# Инкогнито (ТВ филм)
Инкогнито је југословенски телевизијски филм из 1963. године. Режирао га је Здравко Шотра а сценарио је написао Душан Кандић по новели Ефраима Кишона.

## Улоге
| Глумац                  | Улога |
| ----------------------- | ----- |
| Иво Јакшић              |       |
| Љубиша Јовановић        |       |
| Ирена Колесар           |       |
| Михајло Бата Паскаљевић |       |
| Зоран Радмиловић        |       |
| Петар Словенски         |       |
| Љуба Тадић              |       |